# U-541
 U-541  — немецкая подводная лодка типа IXC/40, времён Второй мировой войны. 
Заказ на постройку субмарины был отдан 5 июня 1941 года. Лодка была заложена на верфи судостроительной компании «Дойче Верфт АГ» в Гамбурге 5 июня 1942 года под строительным номером 362, спущена на воду 5 января 1943 года, 24 марта 1943 года под командованием оберлейтенанта Курта Петерсена вошла в состав учебной 4-й флотилии. 1 ноября 1943 года вошла в состав 10-й флотилии. 1 ноября 1944 года вошла в состав 33-й флотилии. Лодка совершила 4 боевых похода, потопив одно судно (2 140 брт). 14 мая 1945 года лодка сдалась союзникам в Гибралтаре и впоследствии была переведена в ирландскую гавань Лисахалли. 5 января 1946 года затонула в районе с координатами 55°38′ с. ш. 7°35′ з. д. в ходе операции «Дэдлайт». 